# Henry Venn (1725-1797)
Henry Venn (1725 à Barnes, Surrey, Angleterre - 1797), est un ministre évangélique anglais et l'un des fondateurs de la Secte de Clapham, un groupe évangélique influent au sein de l'Église d'Angleterre.

## Biographie
Il est le troisième fils de Richard Venn, vicaire de St Antholin, Budge Row à Londres. Il fait ses études à l'Université de Cambridge à partir de 1742, étudiant aux collèges St John's et Jesus ; il obtient un BA en 1745 et une MA en 1749. Il joue également au Cricket, pour All England contre le Surrey .
Venn prend les ordres en 1747, et est élu membre du Queens' College, Cambridge, en 1749. Après avoir été vicaire à Barton, Cambridgeshire, il devient vicaire à la fois de St Matthew, Friday Street, dans la City de Londres, et de West Horsley, Surrey, en 1750. Le clergé local le considère déjà comme un méthodiste (plus tard, un évangélique), puisqu'il enseigne les Écritures chez lui et que le nombre de communiants à West Horsley est passé de douze à soixante. Cependant, ce n'est qu'à cette époque que ses croyances passent des vues de la Haute Église sur Tout le devoir de l'homme à la position plus évangélique d'Un appel sérieux à une vie dévote et sainte. En 1754, il devient vicaire de Clapham et est également élu lecteur de St Swithin's, London Stone et St Alban's Wood Street.
De 1759 à 1771, Venn est vicaire de l'église paroissiale de Huddersfield. Il trouve un petit groupe de membres du clergé du Yorkshire partageant les mêmes idées: Richard Conyers, William Grimshaw de Haworth, James Stillingfleet (1741–1826) . En 1771, il s'installe à la cure de Yelling, dans le Huntingdonshire, où il attire comme visiteurs William Faris, Joseph Jowett, Thomas Robinson et Charles Simeon . Il meurt au presbytère et est commémoré par une plaque au-dessus de la chaire de l'église paroissiale.
Henry est rappelé dans l'Église d'Angleterre avec une commémoration le 1er juillet .

## Œuvres
Venn est bien connu comme l'auteur de The Compleat Duty of Man (Londres, 1763), un ouvrage dans lequel il entend compléter l'enseignement incarné dans l'anonyme Whole Duty of Man d'un point de vue évangélique.

## Famille
Les descendants d'Henry Venn ont également pris de l'importance au fil des générations suivantes. Son fils John Venn est l'un des fondateurs de la Church Mission Society (CMS).
Sa petite-fille, par sa fille Eling, est Charlotte Elliott, auteur de nombreux hymnes, notamment le bien connu Just as I Am.
Son petit-fils, également nommé Henry Venn (1796-1873) (10 février 1796 - 13 janvier 1873), est secrétaire honoraire de la Church Missionary Society de 1841 à 1873. Il expose les principes de base des missions chrétiennes indigènes abordés plus tard et généralisés par le Congrès de Lausanne de 1974.
Son arrière-petit-fils est le logicien et philosophe John Venn, célèbre pour le diagramme de Venn.